# Vyznamenání za zásluhy o Červený kříž
Vyznamenání za zásluhy o Červený kříž, bylo založeno dne 17. srpna 1914 rakouským císařem Františkem Josefem I. při příležitosti 50. výročí založení Červeného kříže. Vyznamenání bylo určeno k udělení osobám, které získaly zásluhy v oblasti dobrovolnické služby Červeného kříže monarchie v míru nebo ve válce.

## Třídy vyznamenání
- hvězda
- kříž 1. třídy
- důstojník
- kříž 2. třídy
- stříbrná medaile
- bronzová medaile

všechny třídy mohou být doplněny tzv. válečnou dekorací, tvořenou zeleným vavřínovým věncem

### Způsob nošení
- Záslužná hvězda – na levé straně hrudi
- I. třída – nákrční dekorace
- Důstojnický kříž – připnutý na levé straně hrudi
- II. třída, Stříbrná a Bronzová medaile – pro muže náprsní trojúhelníková stuha, pro ženy stuha ve tvaru motýla

## Galerie

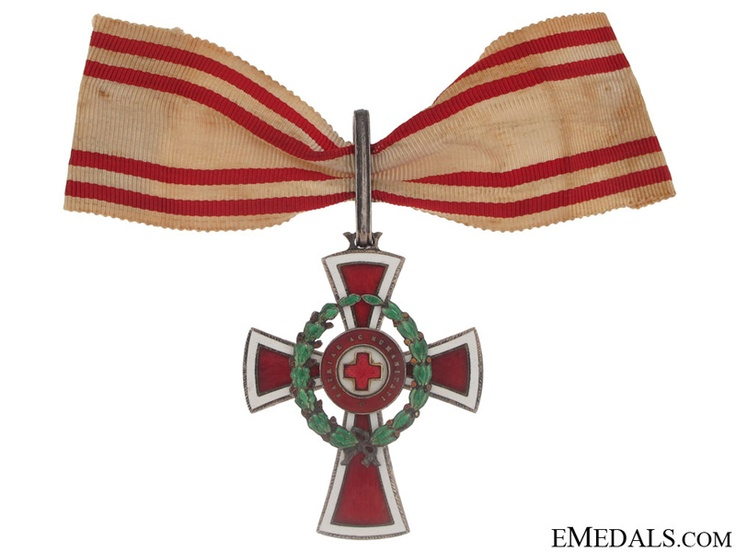
Kříž 1. třídy s válečnou dekorací
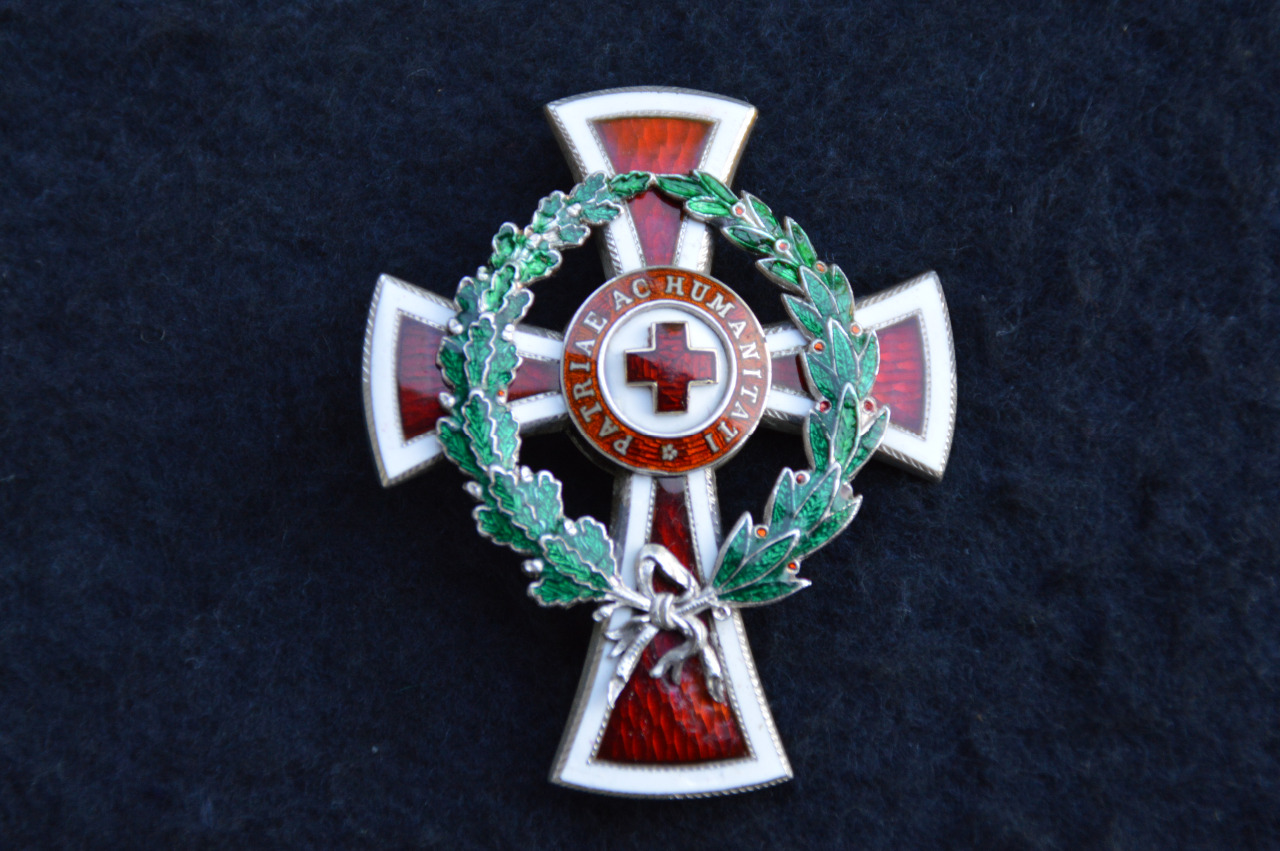
Důstojník
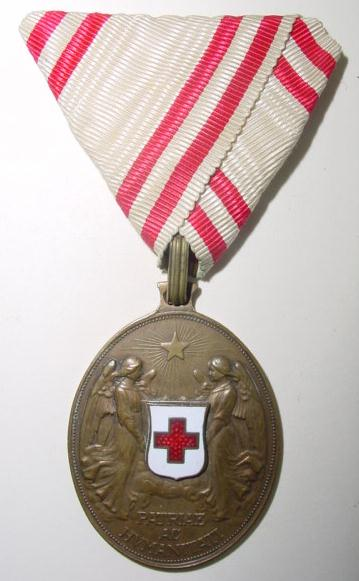
Stříbrná medaile
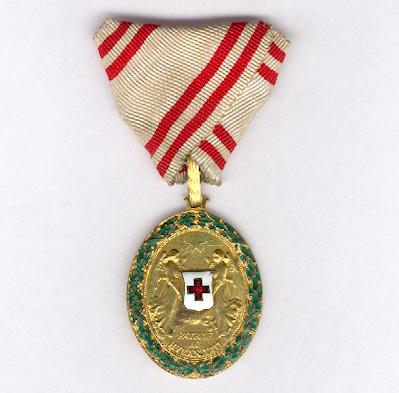
Bronzová medaile s válečnou dekorací